# هوئسکار
هوئسکار (به اسپانیایی: Huéscar) یک دهستان در اسپانیا است که در استان گرانادا واقع شده‌است. هوئسکار ۴۶۸ کیلومتر مربع مساحت و ۸٬۲۳۲ نفر جمعیت دارد و ۹۵۳ متر بالاتر از سطح دریا واقع شده‌است.